# Santa María de la Vega (kommun)
Santa María de la Vega är en kommun i Spanien.   Den ligger i provinsen Provincia de Zamora och regionen Kastilien och Leon, i den nordvästra delen av landet, 250 km nordväst om huvudstaden Madrid. Antalet invånare är 370. Arean är 17,0 kvadratkilometer.
Terrängen i Santa María de la Vega är platt.